# NGC 5286
NGC 5286 (noto anche come C 84) è un ammasso globulare visibile nella costellazione del Centauro.
Si trova 2 gradi a NNE della stella ζ Centauri; la sua osservazione è disturbata dalla presenza lungo la sua direzione della stella arancione M Centauri, di magnitudine 4,6. È visibile comunque anche attraverso un binocolo 11x80, nelle notti più limpide, anche se vi appare privo di dettagli. Le sue componenti più luminose sono di quindicesima magnitudine e la sua densità è abbastanza elevata (classe V). La distanza dal Sole è di circa 31600 anni-luce.